# Agrilus audax
Agrilus audax är en skalbaggsart som beskrevs av Horn 1891. Agrilus audax ingår i släktet Agrilus och familjen praktbaggar. Inga underarter finns listade i Catalogue of Life.